# Fröväxter
Fröväxter (division Spermatophyta / klassen Spermatopsida) är växter som har frön. Växtriket delades historiskt in i kryptogamer (s.k. sporväxter) och fanerogamer (fröväxter). Den indelningen är dock inte naturlig (monofyletisk) men termerna används fortfarande. Ett frö består av ett embryo i ett skal, med eller utan näringsvävnad. Se artikeln om frö.

## Indelning
Fröväxter är en naturlig grupp som kan delas in i gruppen vars frön är gömda i en frukt och grupperna vars frön är nakna. Den förra gruppen är de gömfröiga (angiospermer) och de övriga är nakenfröiga (gymnospermer). Gömfröiga växter är den största divisionen och kallas idag blomväxter. Som jämförelse kan nämnas att alla de nakenfröiga grupperna tillsammans omfattar cirka 1000 arter, medan blomväxterna omfattar cirka 300 000 arter (kända).
Fröväxter verkar ha uppstått under yngre Devon och de första kända fossilen är fröormbunkar.
Fröväxter innefattar underdivisionerna:
1. Ginkgoer Ginkgophytina
2. Kottepalmer Cycadophytina
3. Gnetumväxter Gnetophytina
4. Barrväxter Pinophytina
5. Blomväxter Angiospermae/Angiophytina/Magnoloiophytina

## Fröväxter och människor
Av cirka 300 000 fröväxter som uppskattas förekomma på Jorden betraktas ungefär 80 000 som ätliga. Av dessa har människan använt cirka 3 000 som mat eller som medicinalväxt. Flera nyttoväxter är endast av regionalt betydelse.

## Fotnoter
1. ↑  1 104 accepterade arter i The Plant List 2013.
2. ↑  304 419 accepterade arter i The Plant List 2013.
3. ↑  Eriksen, Dahl, Neuendorf, Tind (2013). Nyttoväxter från hela världen. Sävedalen: Warne Förlag. sid. 3. ISBN 978-91-85597-47-5